# Xylopia nigricans
Xylopia nigricans este o specie de plante angiosperme din genul Xylopia, familia Annonaceae, descrisă de Joseph Dalton Hooker și Thomas Thomson. Conform Catalogue of Life specia Xylopia nigricans nu are subspecii cunoscute.